# Ravenna Calcio
Ravenna Fooball Club är en italiensk fotbollsklubb. Klubben har spelat sju säsonger i Serie B, den senaste 2007/2008.

## Kända spelare
Se också Spelare i Ravenna FC
- Francesco Toldo
- Max Tonetto
- Christian Vieri